# کولوسال بایوساینسز
کولوسال بایوساینسز (انگلیسی: Colossal Biosciences) یک شرکت زیست‌فناوری است که در تلاش برای احیای ژنتیکی ماموت پشمالو، ترکیب ژن‌های آن با دی‌ان‌ای فیل آسیایی و ببر تاسمانی است.